# Anton Grasser
Pour les articles homonymes, voir Grasser.
 (mars 2015).
Anton Grasser est un General der Infanterie allemand de la Seconde Guerre mondiale, né le 3 novembre 1891 à Bossendorf (Alsace-Lorraine, Empire allemand) et mort le 3 novembre 1976 à Stuttgart (Allemagne).

## Biographie

### 1914-1918:Première Guerre mondiale
Il débute de son engagement militaire 1er octobre 1913 comme volontaire d'un an dans le 132e régiment d'infanterie (de).
Il part en guerre le 8 août 1914 avec la 1re compagnie de ce régiment
Il devient le 27 janvier 1915 sous-officier chef de la 9e compagnie de ce même régiment
Il est blessé le 9 novembre 1916
Il entre comme lieutenant à l'école d'aviation de Thorn (Fliegerbeobachtungs-Schule (de) Thorn) le 2 juillet 1917 dans le bataillon de réserve du 132e régiment d'infanterie
Il est licencié de l'armée en décembre 1918
Il entre dans les services de police et fait carrière jusqu'au rang de commandant de police

### 1939-1945:Seconde Guerre mondiale
Il est réintégré dans l'armée le 16 mars 1936 au sein du 110e régiment d'infanterie (Infanterie-Regiment 110)
Il commande à partir du 6 octobre 1936 la 9e compagnie du 119e régiment d'infanterie (Infanterie-Regiments 119)
Il entre à l'école de protection contre les gaz de l'armée de terre de Berlin (Kommandierung zur Heeresgasschutz-Schule) le 30 novembre 1936
Il est nommé lieutenant-colonel (Oberstleutnant), et commandant du 1re bataillon du 119e régiment d'infanterie le 1er mars 1938
Il est nommé commandant du 119e régiment d'infanterie le 6 février 1940
Il reçoit pour les bons résultats de son régiment la croix de chevalier de la croix de fer (Ritterkreuz des Eisernen Kreuzes) le 16 juin 1940
Il est promu colonel (Oberst) le 1er mars 1941
Il se voit confier la direction de la 25e division d'infanterie (25. Infanterie-Division) le 25 janvier 1942
Il est promu général de division (Generalleutnant) le 1er janvier 1943
Il est muté dans le cadre de réserve le 5 novembre 1943
Il commande à partir du 15 novembre 1943 le 56e corps de blindés (LVI. Panzerkorps)
Il reçoit la distinction de croix de chevalier de la croix de fer avec feuilles de chêne no 344 (Ritterkreuz des Eisernen Kreuzes mit Eichenlaub) le 5 décembre 1943
Il prend la direction du XXVIe corps d'armée (XXVI. Armeekorps) le 16 février 1944 et reçoit le titre de général commandant ce même XXVIe corps d'armée le 1er mai 1944
Il est nommé commandant de la 25e division de grenadiers de panzer (25. Panzergrenadier-Division) le 23 juin 1944
Il est promu général commandant du détachement d'armée de Narwa (Armeeabteilung Narwa) le 3 juillet 1944
Il est Muté général commandant le LXXIIe corps d'armée (LXXII. Armeekorps) le 22 janvier 1945[réf. nécessaire]
Il est placé dans le cadre de réserve le 20 avril 1945

### Après 1945
Après la guerre, il est capturé par les forces Alliées. Il est Prisonnier de guerre du 8 mai 1945 au 1er juillet 1947
Réintégré dans la police fédérale pour la protection des frontières (Bundesgrenzschutz) en devenant commandant en février 1951, il est en suite nommé commandant la division sud de Munich et inspecteur de la police fédérale pour la protection des frontières le 1er avril 1951
Il est mis à la retraite le 5 juillet 1953
En 1948 il racontait à Robert Heitz qu'il se sentait « la tache de boue sur le blason de l'honneur alsacien (der Schandfleek uff'm elsässische Ehreschild) ». Il reconnaissait d'ailleurs que l'immense majorité de ses compatriotes étaient de sentiments à l'opposé des siens, mais en 1918, jeune instituteur et parlant mal le français, il avait préféré passer en Allemagne où il était entré dans la police puis dans l'armée. Dès 1943 il évitait de retourner dans son village pour ne compromettre personne ; un de ses neveux, d’ailleurs était tombé à Monte Cassino dans les rangs de la France libre : du moins le croyait-il : Robert Heitz ajoute que, renseignements pris, le neveu était toujours en vie.

## Carrière
| Date             | Promu au grade de      | Équivalent français      | À l'âge de    |
| ---------------- | ---------------------- | ------------------------ | ------------- |
| 1915             | Leutnant               | Lieutenant de réserve    | 24 ans        |
| 1er mars 1938    | Oberstleutnant         | Lieutenant-colonel       | 46 ans 3 mois |
| 1er mars 1941    | Oberst                 | Colonel                  | 49 ans 3 mois |
| 1er avril 1942   | Generalmajor           | Général de brigade       | 50 ans 4 mois |
| 1er janvier 1943 | Generalleutnant        | Général de division      | 51 ans 1 mois |
| 1er mai 1944     | General der Infanterie | Général de corps d'armée | 52 ans 5 mois |

## Commandements militaires
- du 11 novembre 1938 au 6 février 1940 : commandant du 1er bataillon du 119e régiment d'infanterie (Infanterie-Regiments 119)
- du 6 février 1940 au 4 février 1942 : commandant du 119e régiment d'infanterie (Infanterie-Regiments 119)
- du 4 février 1942 au 5 novembre 1943 : commandant la 25e division d'infanterie (25. Infanterie-Division) devenue la 25e division blindée de grenadiers le 23 juillet 1943, titulaire le 1er mars 1942
- du 5 novembre 1943 au 14 novembre 1943 : en réserve de l'OKH
- du 14 novembre 1943 au 9 décembre 1943 : commandant le 56e corps de blindés (LVI. Panzerkorps), corps de blindés
- du 9 décembre 1943 au 15 février 1944 : en réserve de l'OKH
- du 15 février 1944 au 11 mai 1944 : commandant du XXVIe corps d'armée (XXVI. Armeekorps), titulaire le 1er mai 1944
- du 11 mai 1944 au 3 juillet 1944 : commandant du détachement d'armée Narwa (Armeeabteilung Narwa) devenu le détachement d'armée Grasser (Armeeabteilung Grasser) le 25 septembre 1944
- du 3 juillet 1944 au 29 octobre 1944 : commandant le détachement d'armée Grasser (Armeeabteilung Grasser)
- du 29 octobre 1944 à mars 1945 : commandant de la 11e armée[réf. nécessaire]
- de mars 1945 au 8 mai 1945 : en réserve de l'OKH

## Décorations
- Croix de fer de 2e classe (Eisernes Kreuz 2. Klasse = EK II) le 18 juin 1915
- Croix de fer de 1re classe (Eisernes Kreuz 1. Klasse = EK I) le 6 juin 1916
- Agrafe de la Croix de fer 1939 de 2e classe (Spange zum 1914 Eisernes Kreuz 2. Klasse) le 21 mai 1940
- Agrafe de la Croix de fer 1939 de 1re classe (Spange zum 1914 Eisernes Kreuz 1. Klasse) le 8 juin 1940
- Croix de chevalier de la Croix de fer 79 (Ritterkreuz des Eisernen Kreuzes) le 16 juin 1940 au titre de Lieutenant-colonel (Oberstleutnant), commandant du 119e régiment d'infanterie (Infanterie-Regiments 119)
- Croix de chevalier de la Croix de fer avec feuilles de chêne no 344 (Ritterkreuz des Eisernen Kreuzes mit Eichenlaub) le 5 décembre 1943 au titre de Lieutenant général (Lieutenant général), commandant de la 25e division de grenadiers de panzer (25. Panzergrenadier-Division)
- Croix d'honneur pour le combattant du front (Ehrenkreuz für Frontkämpfer), ordre militaire de l'époque du national-socialisme pour les participants et les victimes de la Première Guerre mondiale
- Insigne des blessés (Verwundetenabzeichen in Silber) en 1939
- Médaille du Front de l'Est (Winterschlacht Im Osten) 1941-1942
- Croix allemande en or (Deutsches Kreuz in Gold) le 11 mars 1943 au titre de Lieutenant général, commandant de la 25e division d'infanterie (25. Infanterie-Division)
- Médaille de service de longue durée de la Wehrmacht de classe IV à classe I (Classe Wehrmacht-Dienstauszeichnung IV. bis I. Klasse)
- Insigne de combat d'infanterie en argent (Infanterie-Sturmabzeichen in Silber)
- Cité au bulletin quotidien d'informations radiophoniques de l'armée Wehrmachtbericht le 23 septembre 1943
- Kdr. Bundesgrenzschutz West 1951